# Oberickelsheim

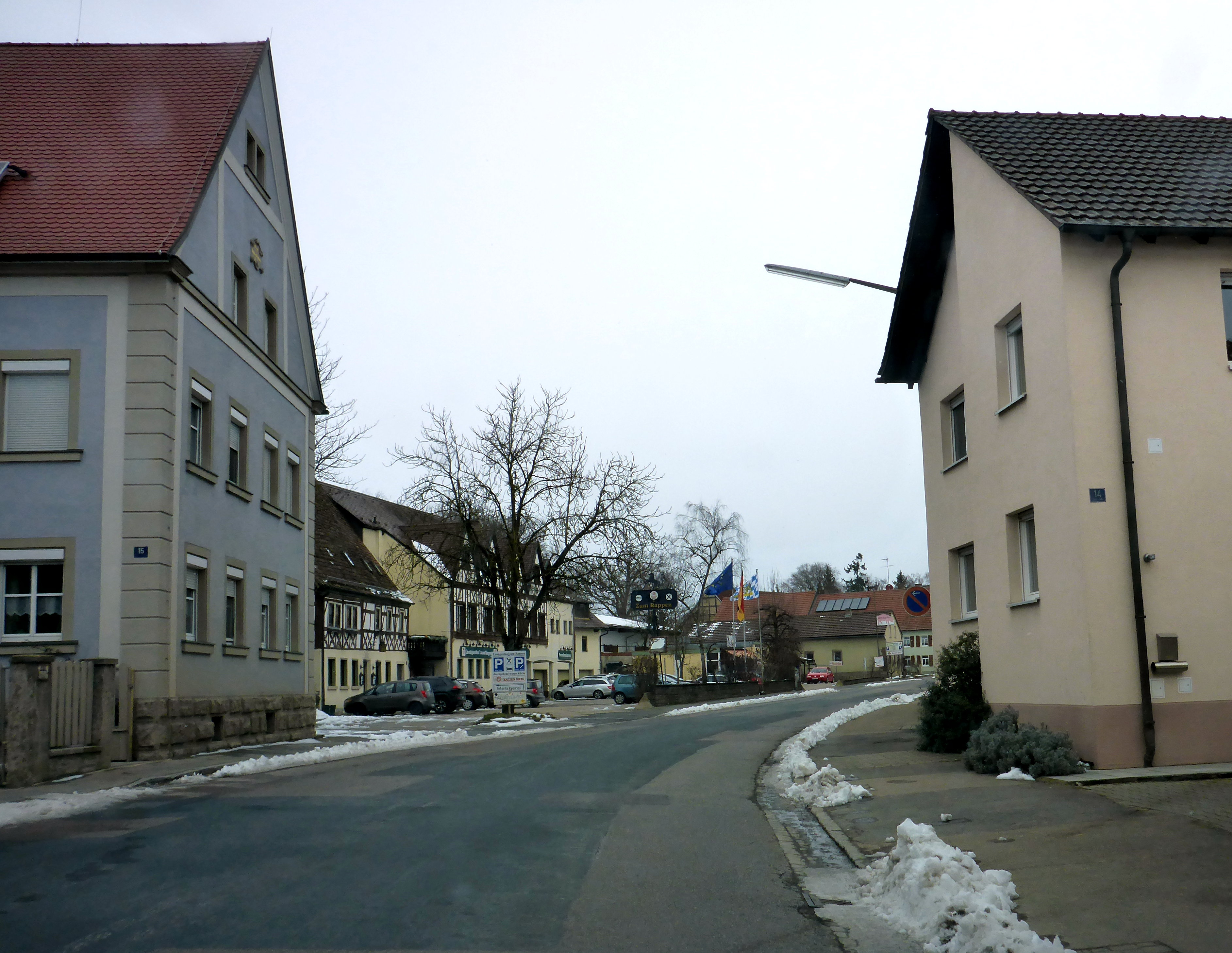
Oberickelsheim

Oberickelsheim (fränkisch: Ejberiglsi) ist eine Gemeinde im Landkreis Neustadt an der Aisch-Bad Windsheim in Mittelfranken. Die Gemeinde ist Mitglied der Verwaltungsgemeinschaft Uffenheim.

## Geographie
Die Landschaft ist leicht hügelig und besteht ganz überwiegend aus Ackerflächen. Bei dem Hauptort entspringt der Ickbach, ein linker Zufluss des Breitbachs.

### Gemeindegliederung
Es gibt drei Gemeindeteile (in Klammern ist der Siedlungstyp angegeben):
- Geißlingen (Kirchdorf)
- Oberickelsheim (Kirchdorf)
- Rodheim (Kirchdorf)

Außerdem gibt es den Wohnplatz Birkenhof.
Es gibt auf dem Gemeindegebiet die Gemarkungen Geißlingen, Oberickelsheim und Rodheim. Die Gemarkung Oberickelsheim hat eine Fläche von 4,354 km². Sie ist in 415 Flurstücke aufgeteilt, die eine durchschnittliche Fläche von 10492,04 m² haben.

### Nachbargemeinden
Nachbargemeinden sind (von Norden beginnend im Uhrzeigersinn): Marktbreit, Martinsheim, Gollhofen, Hemmersheim und Ochsenfurt.

## Geschichte
In einer Urkunde des Klosters Fulda, die im Zeitraum von 820 bis 845 entstand, wurde ein „Itolfesheim“ erwähnt. Es bleibt unklar, ob damit Ober- oder Unterickelsheim gemeint war. Der erste sichere Beleg ist das Urbar der Dompropstei Würzburg von 1270. Hier wurde der Ort als „Icoldesheim superius“ erwähnt. Das Bestimmungswort des Ortsnamens ist der Personenname Itolf.
Zwischen 1448 und 1791/1806 war Oberickelsheim eines der sogenannten Sechs Maindörfer, die Teil der Markgrafschaft Brandenburg-Ansbach waren. Gegen Ende des 18. Jahrhunderts gab es in Oberickelsheim 41 Anwesen. Das Hochgericht übte das ansbachische Oberamt Creglingen aus. Das Oberschultheißenamt Marktsteft war Grundherr über 40 Anwesen. Von 1791 bis 1806 waren die fränkischen Markgrafschaften und damit auch Oberickelsheim preußisches Territorium. Von 1797 bis 1808 unterstand Oberickelsheim dem preußischen Justizamt Markt Steft und Kammeramt Mainbernheim.
Im Jahre 1806 kam der Ort an das Königreich Bayern. Mit dem Gemeindeedikt (frühes 19. Jahrhundert) gehörte Oberickelsheim zum neu gebildeten Steuerdistrikt Martinsheim. Wenig später entstand die Ruralgemeinde Oberickelsheim. Sie war in Verwaltung und Gerichtsbarkeit dem Landgericht Uffenheim zugeordnet und in der Finanzverwaltung dem Rentamt Uffenheim (1919 in Finanzamt Uffenheim umbenannt). Ab 1862 war das Bezirksamt Uffenheim für die Verwaltung der Gemeinde zuständig (1939 in Landkreis Uffenheim umbenannt). Die Gerichtsbarkeit blieb beim Landgericht Uffenheim (1879 in Amtsgericht Uffenheim umbenannt), seit 1973 ist das Amtsgericht Neustadt an der Aisch zuständig. Die Gemeinde hatte 1964 eine Gebietsfläche von 12,529 km².

## Eingemeindungen
Im Zuge der Gebietsreform in Bayern wurde am 1. Januar 1972 die Gemeinde Geißlingen und am 1. Januar 1976 die Gemeinde Rodheim eingegliedert.

## Einwohnerentwicklung
Im Zeitraum 1988 bis 2018 stieg die Einwohnerzahl von 691 auf 704 um 13 Einwohner bzw. um 1,9 %.
Gemeinde Oberickelsheim
| Jahr      | 1987   | 2007   | 2008   | 2009   | 2010   | 2011   | 2012   | 2013   | 2014   | 2015   | 2016   | 2017   | 2018   |
| Einwohner | 699    | 695    | 683    | 685    | 705    | 703    | 699    | 694    | 679    | 693    | 699    | 694    | 704    |
| Häuser    | 196    |        |        |        |        |        |        | 231    | 231    | 231    | 236    | 236    | 240    |
| Quelle    | [ 18 ] | [ 19 ] | [ 19 ] | [ 19 ] | [ 19 ] | [ 19 ] | [ 19 ] | [ 19 ] | [ 20 ] | [ 20 ] | [ 20 ] | [ 20 ] | [ 21 ] |

Ort Oberickelsheim (= Gemeinde Oberickelsheim bis zur Gebietsreform)
| Jahr      | 1818   | 1840   | 1852   | 1855   | 1861   | 1867   | 1871   | 1875   | 1880   | 1885   | 1890   | 1895   | 1900   | 1905   | 1910   | 1919   | 1925   | 1933   | 1939   | 1946   | 1950   | 1952   | 1961   | 1970   | 1987   | 2014   |
| Einwohner | 273    | 261    | 285    | 289    | 294    | 256    | 272    | 270    | 286    | 292    | 280    | 260    | 250    | 263    | 257    | 270    | 263    | 244    | 248    | 492    | 456    | 444    | 298    | 280    | 272    | 291    |
| Häuser    | 56     | 49     |        |        |        |        | 58     |        |        | 59     | 58     |        | 57     |        |        |        | 54     |        |        |        | 55     |        | 58     |        | 75     |        |
| Quelle    | [ 12 ] | [ 22 ] | [ 23 ] | [ 23 ] | [ 24 ] | [ 25 ] | [ 26 ] | [ 27 ] | [ 28 ] | [ 29 ] | [ 30 ] | [ 23 ] | [ 31 ] | [ 23 ] | [ 32 ] | [ 23 ] | [ 33 ] | [ 23 ] | [ 23 ] | [ 23 ] | [ 34 ] | [ 23 ] | [ 14 ] | [ 35 ] | [ 18 ] | [ 36 ] |

## Politik

### Gemeinderat
Die Kommunalwahlen seit 2002 führten zu folgenden Stimmenanteilen bzw. Sitzverteilungen im Gemeinderat:
| Partei/Liste                | 2020 | 2020  | 2014  | 2014  | 2008  | 2002  |
| Partei/Liste                | %    | Sitze | %     | Sitze | Sitze | Sitze |
| --------------------------- | ---- | ----- | ----- | ----- | ----- | ----- |
| Freie Wähler Oberickelsheim | 37,8 | 3     | 34,03 | 3     | 2     | 2     |
| Einheit Geißlingen          | 32,4 | 3     | 32,86 | 2     | 2     | 2 *   |
| Wählergemeinschaft Rodheim  | 29,8 | 2     | 33,10 | 3     | 3     | 3     |

### Wappen
| Wappen von Oberickelsheim | Blasonierung: „Über einem von Silber und Schwarz gevierten Schildfuß, in Blau ein liegender, geflügelter, golden nimbierter silberner Löwe (Markuslöwe).“ |
| Wappen von Oberickelsheim | Wappenbegründung: Grundlage des Gemeindewappens bildet ein Gerichtssiegel aus dem Jahr 1718, das den Evangelisten Markus mit seinem Attribut, dem Markuslöwen, zeigt als Hinweis auf die Pfarrkirche, die dem Heiligen geweiht ist. Der von Silber und Schwarz gevierte Schildfuß erinnert an die einstige Herrschaft der zollerischen Markgrafen von Brandenburg-Ansbach. Die Gemeinde führt seit 1980 das Wappen. |

Eine Gemeindeflagge gibt es nicht.

## Kultur und Sehenswürdigkeiten

### Musik
- Rodheimer Musikanten

## Verkehr
Durch Oberickelsheim verläuft die Bundesstraße 13, die zur Anschlussstelle 105 der Bundesautobahn 7 (3,1 km südöstlich) bzw. nach Ochsenfurt (8,2 km nordwestlich) verläuft. Die Kreisstraße NEA 50 führt nach Rodheim (1,6 km südlich). Eine Gemeindeverbindungsstraße führt nach Geißlingen zur Kreisstraße NEA 47 (1,9 km westlich).

## Söhne und Töchter der Gemeinde
- Philipp Bachmann (1864–1931), in Geißlingen geborener lutherischer Theologe und Pädagoge
- Wilhelm Funk (* 9. März 1870), Musiker, unter anderem Gitarrist und Lehrer in Nürnberg[41]